# Abergavenny
Abergavenny (kymriska: Y Fenni) är en småstad och community i Monmouthshire i Wales. Den ligger omkring 23 kilometer väster om Monmouth, vid platsen där det lilla vattendraget Gavenny rinner ut i floden Usk. Staden är nästan helt omgiven av höga berg. Den hade under medeltiden en stadsmur på grund av närheten till gränsen mot England, och det finns rester av ett slott, som byggdes kort tid efter normandernas erövring där.
Communityn Abergavenny omfattar större delen av tätorten Abergavenny samt omgivande landsbygd. Tätorten ligger delvis även i Llanfoist Fawr och Llantilio Pertholey communities. Tätorten hade vid folkräkningen 2011 omkring 14 500 invånare. Det är den största orten i Monmouthshire.
Staden var värdort för det nationella Eisteddfod år 1913. 

## Etymologi
Namnet Abergavenny kommer från det kymriska Aber (som betyder mynning) och floden Gavenny. Som många andra walesiska platser kom ett nytt kymriskt namn, Y Fenni, under den senare delen av 1900-talet. Detta kan komma från Y (som betyder the) och Fenni (den sista stavelsen av floden). Engelsmän och walesare använder dock det ursprungliga namnet.

## Historia
Under den romerska tiden var platsen känd som Gobannium. Det låg ett litet fort där, vid vilket man vaktade vägen genom Uskdalen för att hålla fred mellan stammarna i bergen. Det finns idag bara små spår efter fortet.
Under 1100- och 1200-talen var samhället ofta utsatt för gränsstrider. Giraldus Cambrensis berättade att slottet år 1173 blev övertaget av walesarna. Julen 1175 mördades Seisyll ap Dyfnwal och hans familj av den normandiska baronen William de Braose på Abergavenny Castle. Hamelyn de Baalun, första lord av Abergavenny, grundlade ett benediktinerkloster här. William de Braose försökte ordna att tionden av slottets och stadens intäkter skulle finansiera klostret. Detta upplöstes vid reformationen. Kyrkan St. Mary's är den gamla klosterkyrkan, men den är ombyggd i gotisk stil.
Karl I av England besökte staden under den engelska inbördeskriget, innan belägringen av Raglan Castle år 1645. Han styrde personligen rättsaken mot Trevor Williams och andra parlamentsledamöter.
År 1639 blev staden inkorporerad under ett frihetsbrev. Ett nytt frihetsbrev med större privilegier skrevs år 1657, men det verkställdes aldrig. Eftersom stadens ämbetsmän nekade att avlägga trohetslöfte till Vilhelm III år 1688 blev frihetsbrevet annullerat, och det gick ut över stadens välstånd.